# 2017 في نيوزيلندا
فيما يلي قوائم الأحداث التي وقعت خلال عام 2017 في نيوزيلندا.

## سياسة

### تعيين في المنصب
- 8 مارس – جاسيندا أرديرن عضو مجلس النواب النيوزيلندي ‏.
- 26 أكتوبر – أندرو ليتل وزير العدل [الإنجليزية]‏.

### انتهاء فترة المنصب
- 8 مارس – جاسيندا أرديرن عضو مجلس النواب النيوزيلندي ‏.
- 23 أبريل – ديفيد كانليف عضو مجلس النواب النيوزيلندي ‏.
- 20 أكتوبر – ستيفن جويس وزير المالية [الإنجليزية]‏،Minister for Infrastructure (New Zealand) [الإنجليزية]‏.

## رياضة
- 1 يناير – كأس العالم لدوري الرغبي 2017
- 1 يناير – كأس نيوزيلندا 2017 الفائز Onehunga Sports [الإنجليزية]‏.
- 1 يناير – نيوزيلندا في بطولة العالم للألعاب المائية 2017

## وفيات

### يناير
- 9 يناير – ميخائيل شامبرلين (مواليد 1944)
- 10 يناير – هيذر ماكفيرسون (مواليد 1942) شاعرة نيوزيلندية.

### فبراير
- 13 فبراير – جيم واتسون (مواليد 1943)

### مارس
- 1 مارس – تانيا دالتون (مواليد 1971) لاعبة كرة شبكة نيوزيلندية.
- 6 مارس – دودلي ستوري (مواليد 1939)[1]
- 12 مارس – موراي بال (مواليد 1939) رسام كارتون نيوزيلندي.[2]
- 24 مارس – روجر برادلي (مواليد 1962) لاعب كركيت نيوزيلندي.
- 25 مارس – اريك واتسون (مواليد 1925) لاعب كركيت نيوزيلندي.
- 27 مارس – شون روبرتس (مواليد 1968) لاعب كريكت نيوزلندي.

### أبريل
- 7 أبريل – روبن كاي (مواليد 1919)
- 9 أبريل – جون كلارك (مواليد 1948)[3]
- 18 أبريل – ديغبي تايلور (مواليد 1941) بحّار نيوزيلندي.[4]

### مايو
- 4 مايو – روزي سكوت (مواليد 1948) كاتبة نيوزيلندية.
- 15 مايو – غرايم بارو (مواليد 1936) كاتب أسترالي.

### يونيو
- 28 يونيو – بروس ستيوارت (مواليد 1936) كاتب نيوزيلندي.

### يوليو
- 5 يوليو – جون كارلسن (مواليد 1919) ممثل نيوزيلندي.
- 12 يوليو – ألان هنتر (مواليد 1922) لاعب رغبي نيوزيلندي.
- 22 يوليو – توم ليستر (مواليد 1943) مدرب اتحاد رغبي نيوزيلندي.

### أغسطس
- 2 أغسطس – جون غراهام (مواليد 1935)

### سبتمبر
- 9 سبتمبر – باتريك غودمان (مواليد 1929)[5]
- 11 سبتمبر – مالكوم تمبلتون (مواليد 1924) دبلوماسي نيوزيلندي.[6]
- 29 سبتمبر – يان سميث (مواليد 1941) لاعب رغبي نيوزيلندي.

### أكتوبر
- 2 أكتوبر – بيتر بيرك (مواليد 1927) لاعب اتحاد رغبي نيوزيلندي.
- 19 أكتوبر – إدموند كوتر (مواليد 1927)[7]
- 23 أكتوبر – غوردون أوغيلفي (مواليد 1934)
- 31 أكتوبر – نورمان هاردي (مواليد 1924)

### نوفمبر
- 6 نوفمبر – كليم باركر (مواليد 1926) عداء سرعة نيوزيلندي.
- 9 نوفمبر – توم كوغلان (مواليد 1934) لاعب رغبي نيوزيلندي.

### ديسمبر
- 13 ديسمبر – جيرالد أوبراين (مواليد 1924) سياسي نيوزيلندي.
- 13 ديسمبر – سيمون ديكي (مواليد 1951) مُجدّف نيوزيلندي.[8]